# Хигасисоноги (посёлок)
Хигасисоноги (яп. 東彼杵町 Хигасисоноги-тё:) — посёлок в Японии, находящийся в уезде Хигасисоноги префектуры Нагасаки. Площадь посёлка составляет 74,25 км², население — 8373 человека (1 июля 2014), плотность населения — 112,77 чел./км².

## Географическое положение
Посёлок расположен на острове Кюсю в префектуре Нагасаки региона Кюсю. С ним граничат города Омура, Уресино и посёлок Каватана.

## Население
Население посёлка составляет 8373 человека (1 июля 2014), а плотность — 112,77 чел./км². Изменение численности населения с 1980 по 2005 годы:
| 1980 | 10 353 чел. |  |
| 1985 | 10 363 чел. |  |
| 1990 | 10 188 чел. |  |
| 1995 | 10 349 чел. |  |
| 2000 | 10 026 чел. |  |
| 2005 | 9657 чел.   |  |

## Символика
Деревом посёлка считается камфорное дерево, цветком — космея.